# 青腹蜂鸟
青腹蜂鸟（学名：Chrysuronia lilliae），是雨燕目蜂鸟科的一种鸟类。
青腹蜂鸟体重约4.3克，翼长约47.1毫米，嘴峰长约21.2毫米，喙宽度约1.4毫米，喙厚度约1.5毫米，跗蹠长约4.7毫米，尾长约28.8毫米。青腹蜂鸟在其分布区内为留鸟，其栖息在密集的高大树木组成的森林中，食性为草食性，主要食物来源是植物的花蜜。
青腹蜂鸟分布于哥伦比亚中北部沿海地区。该物种是单型物种，没有亚种分化。